# Рыкунов, Георгий Сергеевич
Георгий Сергеевич Рыкунов — советский хозяйственный и государственный деятель, Герой Социалистического Труда.

## Биография
Родился в 1913 году в Баку. Член КПСС.
В 1929—1968 — слесарь, помощник машиниста, машинист паровозного депо Знаменка, эвакуирован с сохранением должности, машинист паровозного/электровозного депо Знаменка Одесской железной дороги.
Указом Президиума Верховного Совета СССР от 1 августа 1959 года присвоено звание Героя Социалистического Труда с вручением ордена Ленина и золотой медали «Серп и Молот».
Делегат XXII и XXIII съезда КПСС.
Жил в Знаменке Кировоградской области.

## Награды и звания
- Герой Социалистического Труда (01.08.1959)
- Орден Ленина (01.08.1959)
- Орден Трудового Красного Знамени (01.08.1953)